# Aršin
Aršín (rusko арши́н) je stara ruska enota za dolžino, ki nekako odgovarja vatlu, čeprav je krajša za približno 7 cm. Enota je enaka 0,71120 m, 1/3 ruskega čevlja ali 16 vrškom.